# مروان دوم
مروان بن محمد (به عربی: مروان بن محمد بن مروان بن الحکم بن أبی العاص بن أمیه) ملقب به مروان دوم (زاده ۷۲ قمری/ ۶۹۱ میلادی - درگذشته ۱۳۲ قمری/ ۷۵۰ میلادی) آخرین خلیفه اموی در دمشق بود که پس از پسر عمویش ابراهیم بن ولید در سال ۱۲۷ هجری/ ۷۴۴ میلادی به خلافت رسید و تا زمان کشته شدنش در سال ۷۵۰ میلادی خلیفهٔ زمان خود بود. وی قبل از آن، فرماندار ارمنستان و آذربایجان بود. مروان در طول دوران خلافتش، با ضحاک بن قیس، رهبر خوارج و نیز سلیمان بن هشام بن عبدالملک در عراق درگیر بود. در اردن، ثابت بن نعیم جذامی علیه وی شورید. مروان این شورشها را سرکوب کرد، و فرماندار دیگری را برای عراقین برگزید.
مروان حمار پایتختش را از دمشق به حران منتقل کرد، بنابراین از سال ۷۴۴ تا سال ۷۵۰ میلادی حران پایتخت خلافت امویه بود. سفاح (اولین خلیفهٔ عباسی) عموی خویش عبدالله بن علی بن عبدالله بن عباس را به جنگ وی فرستاد تا نیروهای اموی را از بین برده و مروان را از میان بردارد. مروان ثانی در جنگ زاب که با سپاهیان بنی عباس کرد، مغلوب شد و به مصر گریخت و در آنجا به دست یکی از طرفداران بنی عباس کشته شد و سر او را برای سفاح فرستادند. با مرگ مروان خلافت اموی از سرزمین‌های شرق برچیده شد، گرچه این حکومت در اندلس باقی ماند.

## تجربیات پیش از به خلافت رسیدن
او در زمان ولایت خود در مرز شمالی بین‌النهرین در جنگ با بیزانسی ها و خزر ها تجربیات زیادی کسب کرده بود  در حین این نبرد ها فنون نظامی و آرایش های جدید طرح میکرد که در بین عرب تا به آن هنگام وجود نداشت.

## نحوه به خلافت رسیدن
مروان دوم به انتقام خون ولید بر یزید سوم شورید و برای ساقط کردن خلافت یزید عازم عراق شد. زمانی که به منطقه حران رسید با یزید صلح  کرد به شرطی  که مناطق ارمنستان ،موصل، جزیره و آذربایجان را به او واگذار کند . 
بعد از یزید ابراهیم بن ولید جانشین گردید اما چون کار خلافت به مقدار زیادی سست گشته بود بسیاری به او را به عنوان خلیفه نمی‌شناختند  و تنها به ذکر «امیر» اکتفا می نمودند. اصطلاح «امیر» در کنار عنوان «خلیفه به حاکمان مستقلی گفته می شد که در دوران فترت کار امارت را انجام میدادند. آنها نه خلیفه بودند و نه از طرف خلیفه ای نصب شده بودند.  
مروان دوم  که اوضاع را برای بازگرداندن خلافت به موقعیت قبلی آماده دید به سمت دمشق حرکت کرد و با درگیری که در صفر سال ۱۲۷ قمری انجام شد سپاه دمشق را شکست داد. او برای حکم و عثمان کسانی که ولید فاسق آنها را جانشین خود کرده بود بیعت گرفت اما تا هنگام پیروزی او این دو نفر که در زندان بودند کشته شدند و مردم به اجبار با مروان دوم  بیعت کردند. شاید برای اینکه بیعت او را مشروع جلوه دهند. اعلام کردند که حکم و عثمان در زندان ضمن شعری مروان را به عنوان جانشین خود تعیین کرده اند. بدین ترتیب بود که آخرین خلیفه اموی یعنی مروان دوم به خلافت رسید.

## اوضاع سیاسی در زمان مروان دوم
حکومت اموی بعد از مرگ ولید دوم به گروه های متضادی تکیه کرد که هیچ هدف مشترکی نداشتند تا به سبب آن دور هم جمع شده وحدت کلمه پیدا کنند. در جامعه اسلامی گرایشهای متعددی یافت میشد که هر کدام با با یکی از گروه های اموی مرتبط بود یا به علت منافع دنیوی موضع مخالف می گرفت. نتیجه طبیعی این گرایشها و مخالفتها تضعیف مرکز حکومت بی ثباتی رأس حاکمیت و خرابی پایتخت و مراکز دیگر بود.  
مخالفان آماده گرفتن قدرت از چنگ امویان بودند و در چنین فضایی فرصت مناسبی به دست آوردند تا ضربه مؤثری را به خاندان امری که پراکنده و درگیر مسائل خود بودند . وارد کنند.  
به این ترتیب نا آرامی ها افزایش یافت  آشوب همه جا را فرا گرفت. عباسیان برای گسترش حوزه دعوت شان منتظر زمان مناسبی بودند و برای حمله به حکومت متلاشی شده اموی آماده می شدند. شیعه، خوارج و برخی نیروهای قبایلی نیز در انتظار فرصتی برای قیام بر ضد حکومت اموی بودند تا با برکناری آنان حکومت را در اختیار بگیرند.

#### شورش حمص و فلسطین
حمصی ها با مروان دوم بیعت کرده همراه او به دمشق آمده بودند؛ اما بعدها بر او شوریدند. احتمالا اختلافهای شخصی باعث شورش آنان شد. مردم فلسطین ثابت را به عنوان استاندار برگزیدند. خلیفه هم در ادامه سیاست درهای بازش این انتخاب را تأیید کرد. آشکار است که اختلاف میان این دو حتمی بود. ثابت تلاش کرد تا یمنی های حمص را که در مقابل مروان دوم ایستاده بودند جذب کند. او سپس ایشان را رهبری و اعلان قیام نمود. ساکنان حمص از کلبی ها در تدمر کمک خواستند. آنان هم با نیروی نظامی به کمک شان شتافتند.  
مروان در آغاز کار تلاش کرد اوضاع را از راه های مسالمت آمیز حل و فصل نماید، اما مردم حمص دست برنداشتند. در این هنگام خلیفه ناچار شد شخصاً برای جلوگیری از حرکت آنان اقدام کند. وی پس از حوادثی سرنوشت ساز بر حمصی ها پیروز شد و حصار شهرشان را ویران کرد. 
فلسطینی ها در برابر حکومت مروان دوم از خطرناک ترین جنبشهای مخالف با حکومت این خلیفه محسوب میشود. ثابت بن نعیم جذامی به دشمنی با مروان ادامه داد و روستاهای سرزمین شام را به شورش تشویق کرد. او در ادامه این مخالفت، مروان را خلع کرد . مروان با شتاب به حرکت درآمد و با پیش دستی بر ثابت و گسیل کردن نیروی نظامی به فرماندهی ابوالورد بن کوثر بر شورش پیروز شد. استاندار منتخب مروان دوم در فلسطین ثابت را اسیر کرده نزد خلیفه فرستاد و خلیفه او را کشت. 
.

#### شورش مردم غوطه
وقتی مروان دوم مشغول متوقف کردن حرکت حمصی بود شورش دیگری در برابر حکومت او در غوطه ایجاد شد. ساکنان قوطه  يزيد بن خالد قشری یمنی را استاندار غوطه کرده  وشهر دمشق را محاصره نمودند. مروان دوم با شکستن محاصره به تعقیب شورشیان پرداخت و  روستاهای یمنی ها را آتش زده و یزید بن خالد را کشت

#### شورش خراسان
خراسان مرکز ادیان مختلف و به خصوص شیعه گری بود از طرفی اعراب قحطانی و عدنانی در آن سکونت داشتند که با هم اختلاف بسیار داشتند و همین باعث تضعیف  امویان شده بود . درچنین شرایطی عباسیان از فرصت  استفاده کرده و داعی خود ابو مسلم خراسانی را برای دعوت و فتح خراسان به آنجا  فرستادند و خیلی زود توانست افراد زیادی را جذب کند . مردی به نام کرمانی  که از اعراب عدنانی بود بر نصربن سیار حاکم اموی  خراسان شورید و سیار توانست شورش او را سرکوب و کرمانی را به قتل برساند. اما جدیع پسر کرمانی با ابومسلم متحد شد و توانستند خراسان را تصرف کنند و سیار مجبور شد فرار کند.

#### شورش خوارج در عراق
مروان با شورش خوارج در عراق که به سرکردگی فردی به نام ضحاك بن قیس شیبانی بود  روبرو شد . ضحاك بر كوفه و  واسط دست یافت‌ اما در نهایت  مروان موفق شد ضحاک را بر اندازد
و عمربن هیره فرازی را به جای او به حاکمیت عراق منسوب کند. 

## نبرد زاب و مرگ مروان
ابوالعباس  خلیفه عباسی بعد از پیروزی در عراق، سپاهی را به فرماندهی عمویش عبدالله بن علی اعزام کرد که در کنار رودخانه زاب - از شاخه های دجله با مروان دوم روبه رو شد. پیروزیهای شورشیان روحیه سپاه اموی را شدیداً کاهش می داد، از این رو برخی واحدها از جمله یمنی ها از جنگ خودداری می کردندکه علت آن  از سویی تعصبات قبایلی و از سوی دیگر تأخیر در گرفتن مواجب بود. در چنین شرایطی این واحدها از دستورهای مروان دوم سرپیچی کردند.  
در جمادی الآخر ۷۵۰٫۱۳۲ جنگ سختی بین دو سپاه اموی و عباسی روی داد که یازده روز طول کشید و به شکست مروان دوم منتهی شد. وی به موصل عقب نشینی کرد؛ اما آن شهر دروازه هایش را به روی او نگشود و به ناچار به حران پایتخت  خود  عقب نشست. سپاه عباسی پیوسته او را را تعقیب میکرد و وی به حمص دمشق و بعد اردن و فلسطین عقب نشینی کرد. دروازه های این شهرها جز دمشق که عباسیان با زور وارد آن شدند، به روی سپاه عباسی باز بود.  
عبد الله بن علی بعد از خروج از شام برادرش صالح را به تعقیب مروان فرستاد. در آن اوضاع که مروان یارانش را از دست داده بود به مصر رسید و در روستای کوچکی به نام بوصیر - در منطقه فیوم - توقف کرد که ناگهان نیروهای نظامی وارد شدند. مروان دوم مقاومت کرد تا اینکه کشته شد. خلافت اموی با مرگ او در سال ۱۳۲ ٫ ۷۵۰ پایان یافت.

## منابع

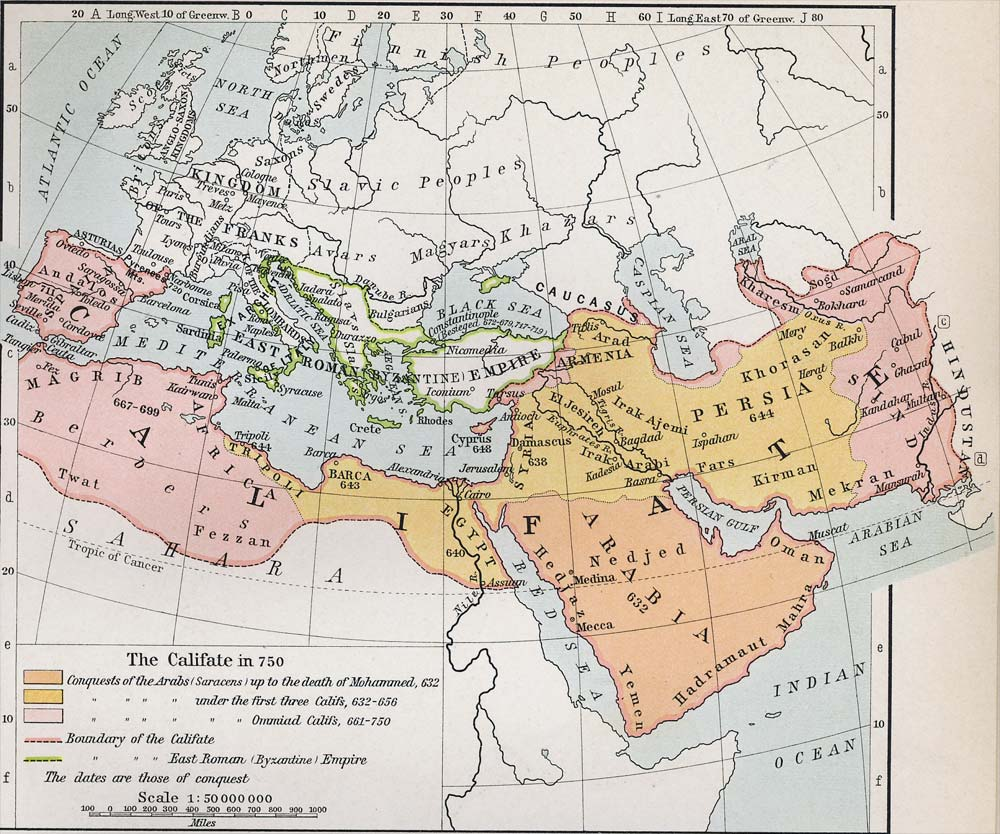
گسترش خلافت مسلمانان تا ۷۵۰، از ویلیام آر چوپان را اطلس تاریخی
دولت مسلمان در هنگام درگذشت محمد
گسترش در دوران خلافت راشدین
گسترش در دوران خلافت اموی
امپراتوری روم شرقی